# Neptis strigata
Neptis strigata is een vlinder uit de onderfamilie Limenitidinae van de familie Nymphalidae. De wetenschappelijke naam van de soort is voor het eerst geldig gepubliceerd in 1894 door Per Olof Christopher Aurivillius.